# لدا سیمیونوا
لدا سیمیونوا (روسی: Леда Семёнова؛ زادهٔ ۲۵ ژوئن ۱۹۳۹) تدوین‌گر اهل روسیه است. او در سال ۱۹۹۷ عنوان کارمند شایسته فرهنگ فدراسیون روسیه را دریافت کرد.
از فیلم‌ها یا برنامه‌های تلویزیونی که وی در آن نقش داشته‌است، می‌توان به ابله اشاره کرد.